# Gare de Souppes - Château-Landon
Pour les articles homonymes, voir Landon.
La gare de Souppes - Château-Landon est une gare ferroviaire française de la ligne de Moret - Veneux-les-Sablons à Lyon-Perrache, située sur le territoire de la commune de Souppes-sur-Loing, à proximité – au nord-est – de celle de Château-Landon, dans le département de Seine-et-Marne en région Île-de-France.
Ouverte en 1860 par la Compagnie des chemins de fer de Paris à Lyon et à la Méditerranée (PLM), c'est une halte de la Société nationale des chemins de fer français (SNCF), desservie par les trains de la ligne R du Transilien. Le guichet de la gare est fermé en 2022.

## Situation ferroviaire
Établie à 69 mètres d'altitude, la gare de Souppes - Château-Landon est située au point kilométrique (PK) 96,847 de la ligne de Moret - Veneux-les-Sablons à Lyon-Perrache, entre les gares de Bagneaux-sur-Loing et Dordives.
À environ 100 mètres de la sortie de la gare, en direction de Dordives, un embranchement particulier (EP) permet la desserte de la sucrerie Ouvré à Souppes.

## Histoire

### Gare PLM (1860-1937)

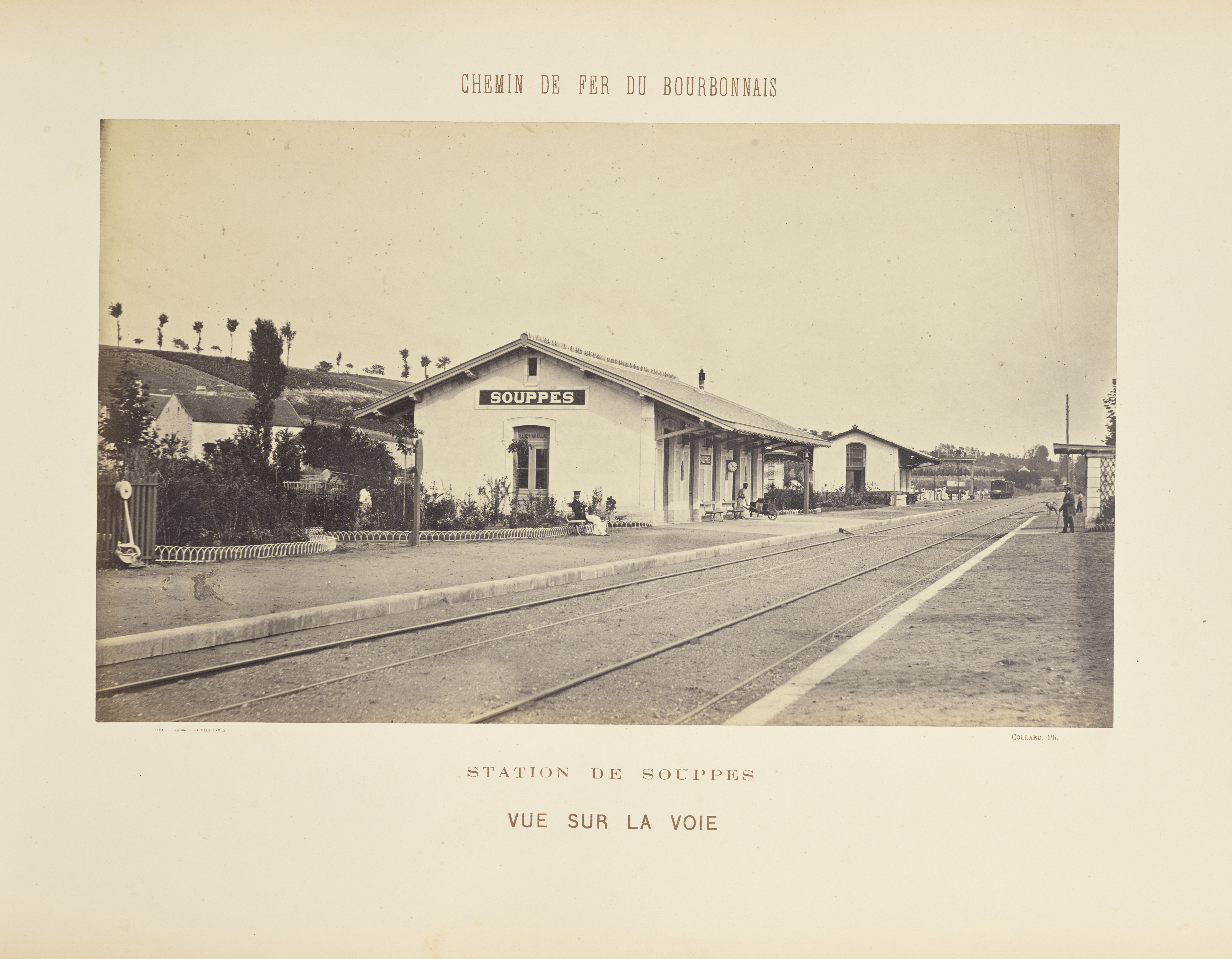
La gare vers 1860-1863, photographiée par Auguste Hippolyte Collard.

La gare de Souppes est mise en service le 14 août 1860, par la Compagnie des chemins de fer de Paris à Lyon et à la Méditerranée (PLM), lorsqu'elle ouvre à l'exploitation la section de Moret à Montargis de sa ligne de Paris à Lyon par le Bourbonnais. Le trafic commence avec quatre allers-retours quotidiens d'omnibus, puis il s'intensifie après la mise à double voie de la ligne le 10 novembre 1862.
En 1862, la gare de Souppes est la gare du département qui est à l'origine du plus important tonnage de marchandises au départ, avec 6 321 tonnes.
Vers 1877, une autorisation est donnée aux exploitants de carrières afin de créer un embranchement entre la gare et leur entrepôt de pierres de taille. En 1880, l'embranchement de l'entrepôt de la sucrerie Thiriar et Cie est supprimé. En 1882, la Compagnie du PLM fait approuver par l'administration son projet d'agrandissement de la halle à marchandises.
Elle devient une gare d'échange lors de l'ouverture de la section de Montereau à Souppes, le 1er octobre 1888 de la ligne à voie métrique de Montereau à Château-Landon. La deuxième section de Souppes à Château-Landon est mise en service le 1er janvier 1889. Après le pont métallique sur le Loing, elle dessert, en rebroussement, l'embranchement la sucrerie Ouvré.

La gare vers 1900
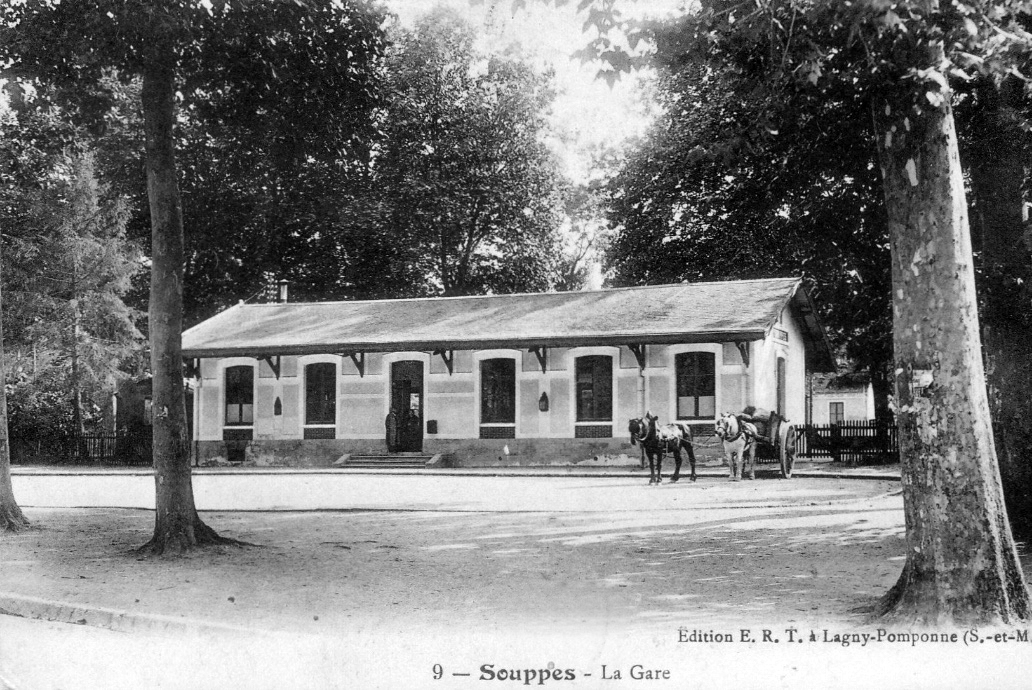
Cour et BV.
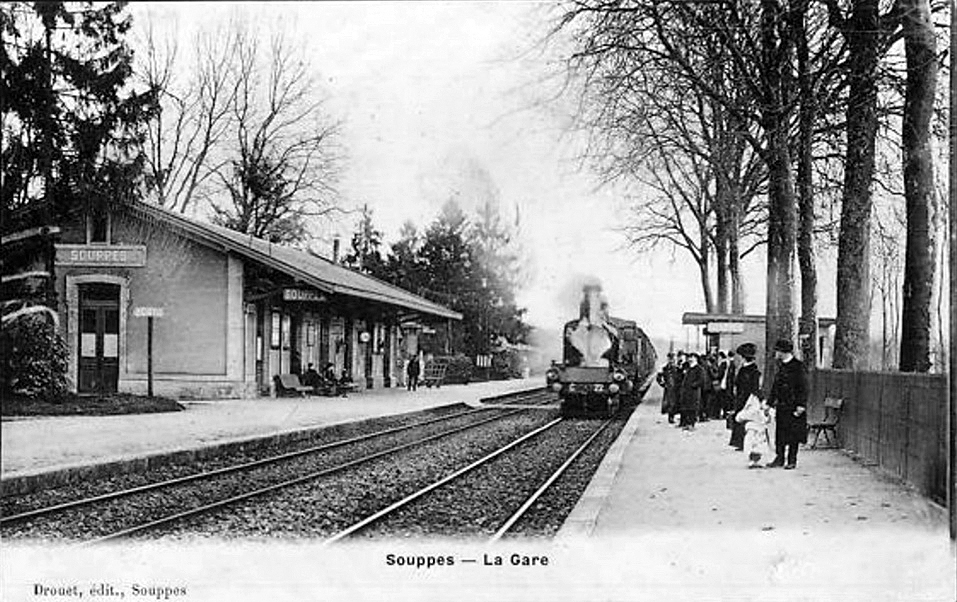
Desserte.
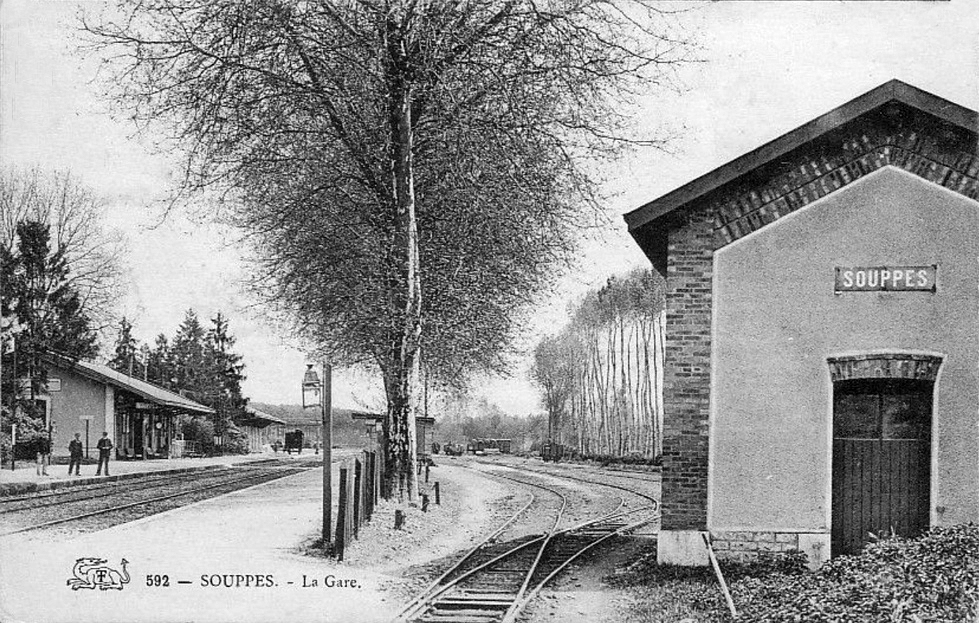
Voies de services à droite.

La « gare de Souppes » figure dans la nomenclature 1911 des gares, stations et haltes de la compagnie PLM. Elle porte le no 5 de la ligne de Moret-les-Sablons à Nimes. La gare dispose des services complets, de la grande vitesse (GV) et de la petite vitesse (PV).

Le chantier des tailleurs de pierres dans les années 1910
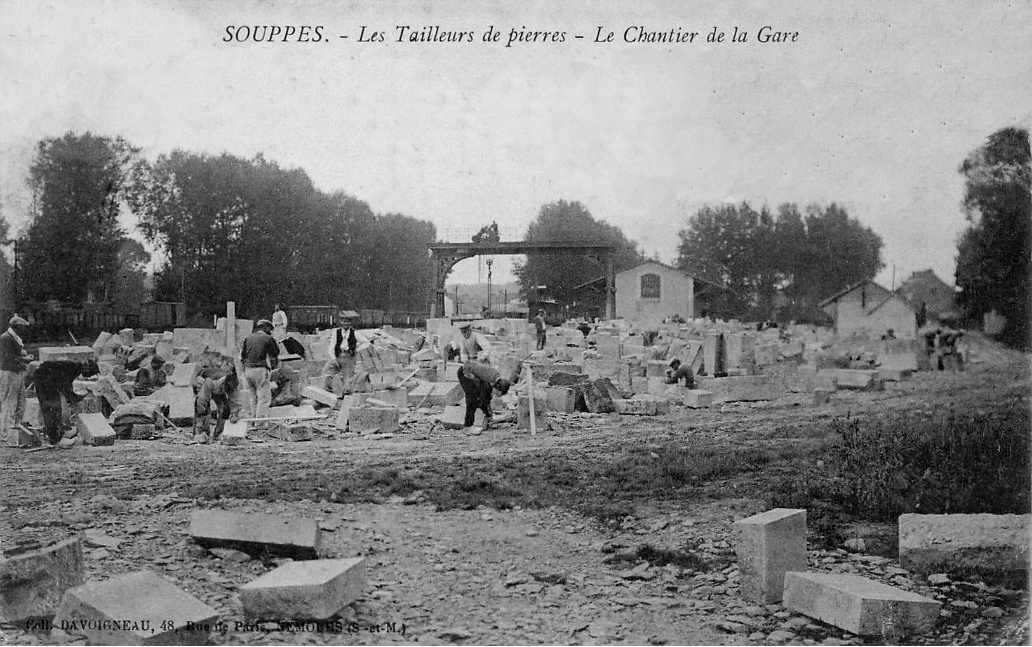
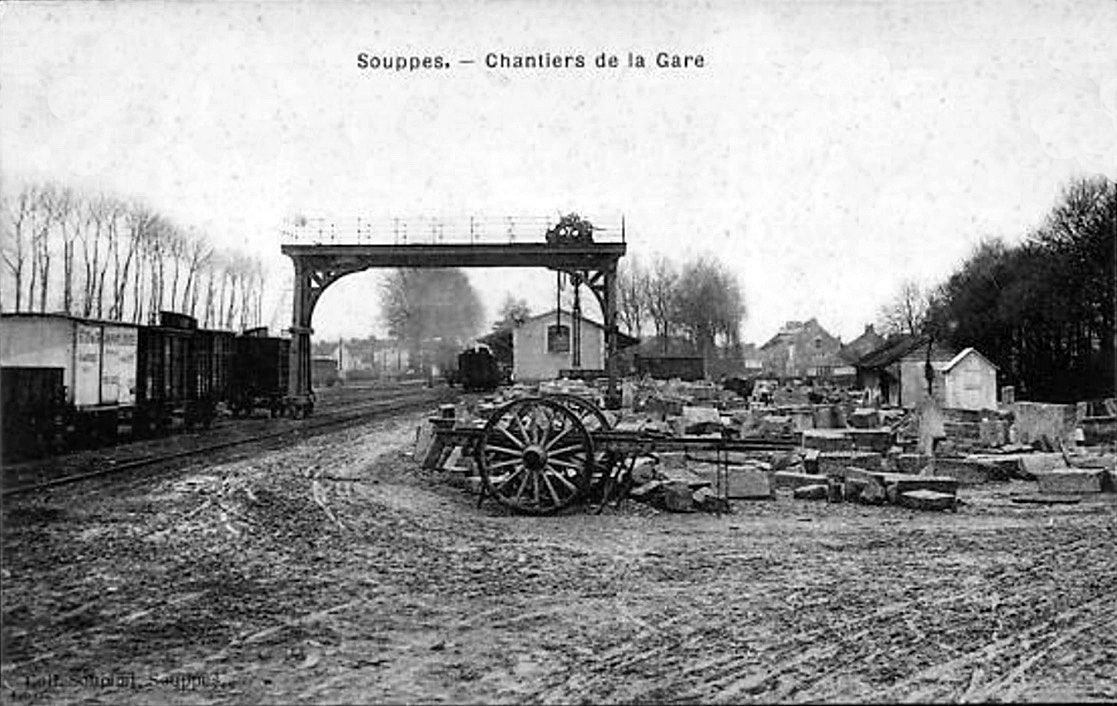
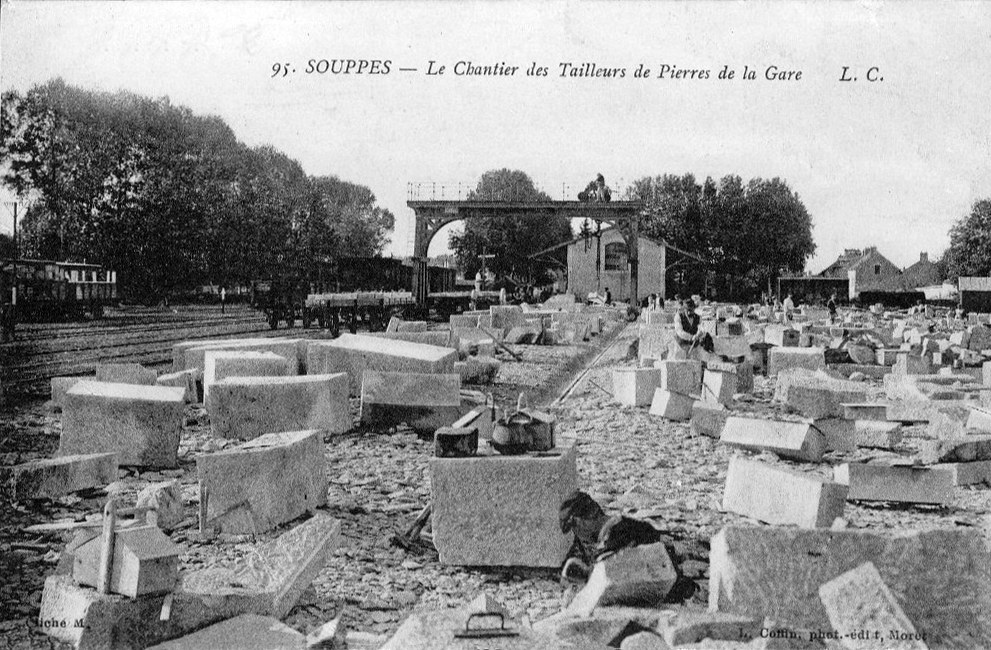

En 1928, les installations de transbordement en gare sont améliorées par un accord entre la Compagnie du PLM et les chemins de fer départementaux. En 1929, l'activité betteravière est importante avec  18 400 t de betteraves, ce qui correspond à 12 800 t de transbordement PLM et 5 600 t en provenance des gares CFD, auxquelles s'ajoutent 4 090 t de pulpes, 1 160 t d'engrais, 1 150 t de sucres et 450 t de produits divers, ce qui représente un total de 25 550 t soit une activité quotidienne transbordée de 1 000 t avec un trafic de 140 à 150 wagons. Cette augmentation du trafic a été permise « par l'amélioration du transbordement réalisé en 1928 qui a permis une rotation plus rapide des wagons, mais les manœuvres sont gênées par l'insuffisance des voies. Un projet de leur amélioration est donc présenté par la Compagnie des chemins de fer départementaux » par « allongement de la voie IV et construction d'une voie VIII, ainsi que remaniement des appareils des autres voies ». Ce projet est soutenu par les ingénieurs du contrôle et par la commission du conseil général.

### Gare SNCF (depuis 1938)
Le 25 octobre 1947, la voie de l'embranchement est mise à quatre fils de rails depuis la gare de Souppes jusqu'à la sucrerie Ouvré afin d'éviter le transbordement en permettant aux wagons de rejoindre l'usine directement.
C'est au cours des années 1980 que les gares sont réaménagées en vue de l'électrification de la ligne. À Souppes, on installe des « appareils de voie à entrée directe pour voie unique temporaire (VUT) ». Par contre, ses voies de services ne sont pas électrifiées car il est prévu qu'elles soient desservies par locotracteur. Néanmoins, l'embranchement de la sucrerie est électrifié. La section de Moret à Nevers, sur laquelle se situe la gare, est mise sous-tension les 8-9 mars 1988.
Au début des années 1990, la gare de Souppes est ouverte au trafic fret. En 2011, ce trafic est limité aux transports par train sur installations terminales embranchées.
En mars 2022, le maire de Souppes, Pierre Babut, informe ses administrés d'un projet de la SNCF de fermeture du guichet de la gare, comme d'autres gares de la ligne et de son remplacement par un simple automate à partir du mois de septembre.

## Fréquentation
De 2015 à 2021, selon les estimations de la SNCF, la fréquentation annuelle de la gare s'élève aux nombres indiqués dans le tableau ci-dessous.
| Année     | 2015    | 2016    | 2017    | 2018    | 2019    | 2020    | 2021    |
| --------- | ------- | ------- | ------- | ------- | ------- | ------- | ------- |
| Voyageurs | 643 835 | 656 972 | 684 942 | 674 162 | 691 753 | 375 480 | 597 864 |

## Service des voyageurs

### Accueil
Point d'arrêt sans personnel (PANG) la gare dispose d'un hall, ouvert le mardi de 7h30 à 20h et le jeudi de 9h à 20h. L'achat des titres de transports s'effectue sur des automates Transilien et sur smartphone avec l'application Île-de-France Mobilités ou SNCF Connect.
Le passage d'un quai à l'autre s'effectue en empruntant les escaliers du pont routier situé au sud du bâtiment voyageurs.

### Desserte
Souppes - Château-Landon est desservie par les trains de la ligne R du Transilien (réseau Paris Sud-Est) depuis Paris-Gare-de-Lyon. En direction de Montargis, les gares suivantes sont dans la région Centre-Val de Loire, territoire où la tarification fixée par Île-de-France Mobilités (ex-STIF) ne s'applique pas.

Installations et desserte
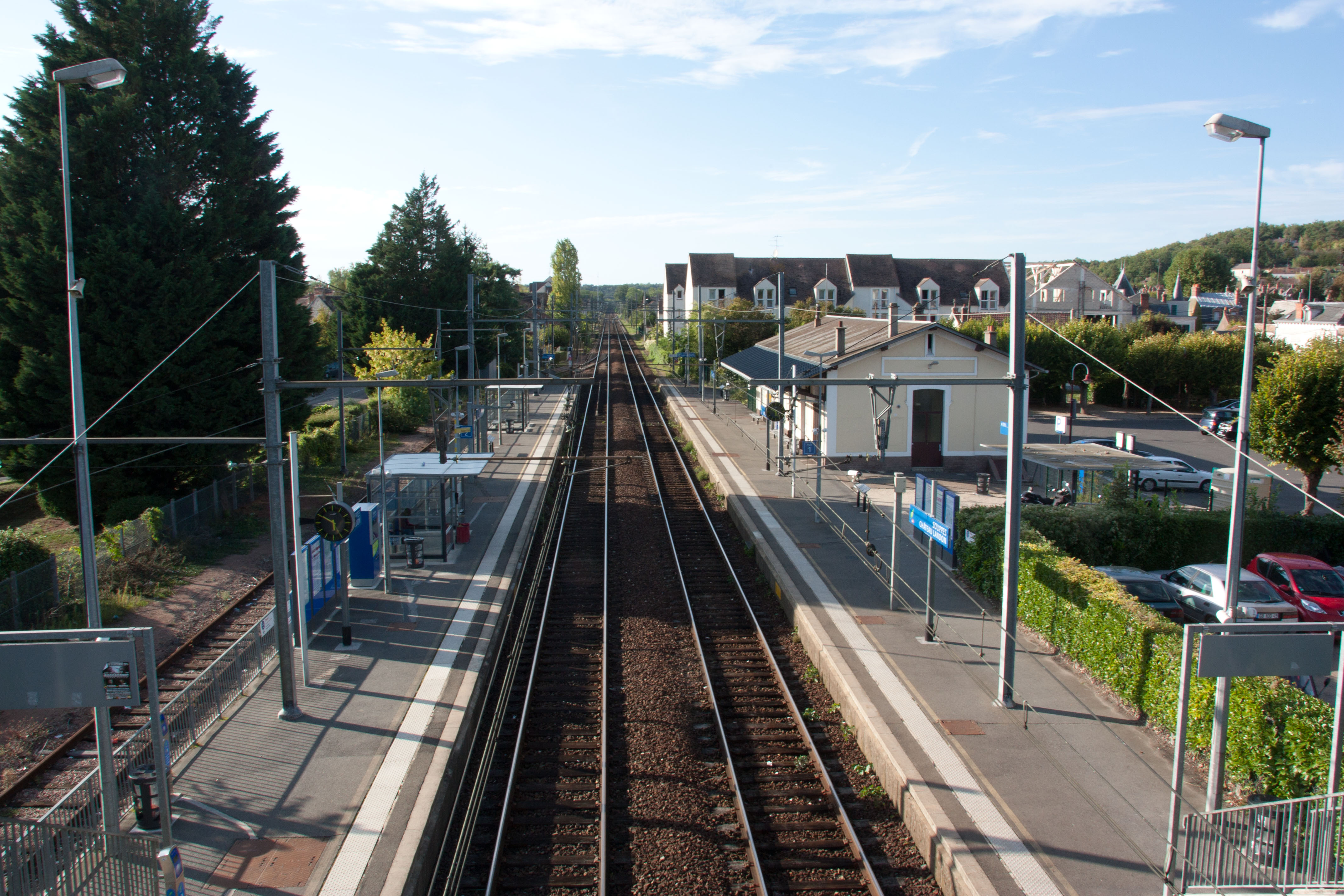
Vue de la gare, depuis le pont routier surplombant les quais.
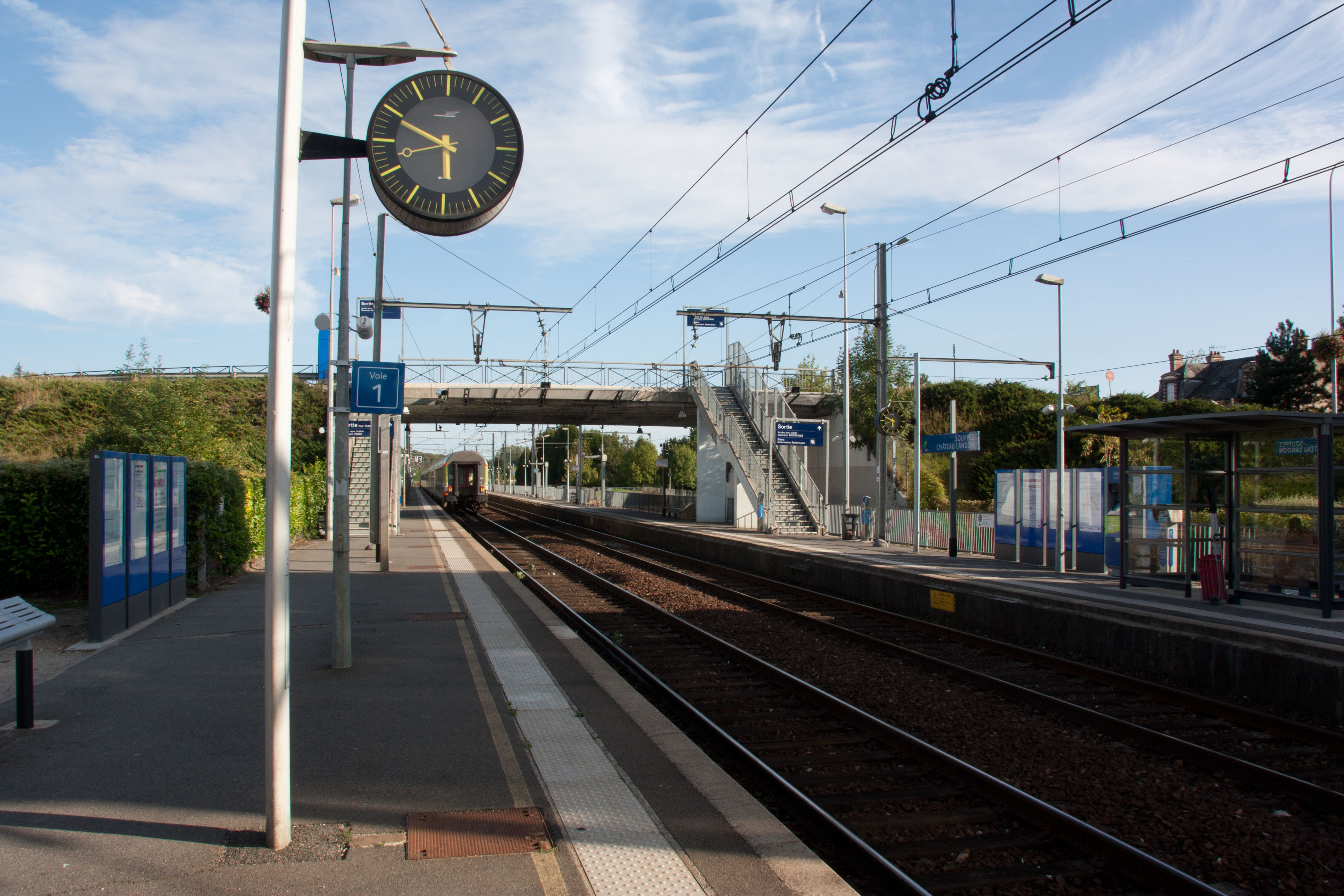
Pont routier et escaliers pour le passage d'un quai à l'autre.
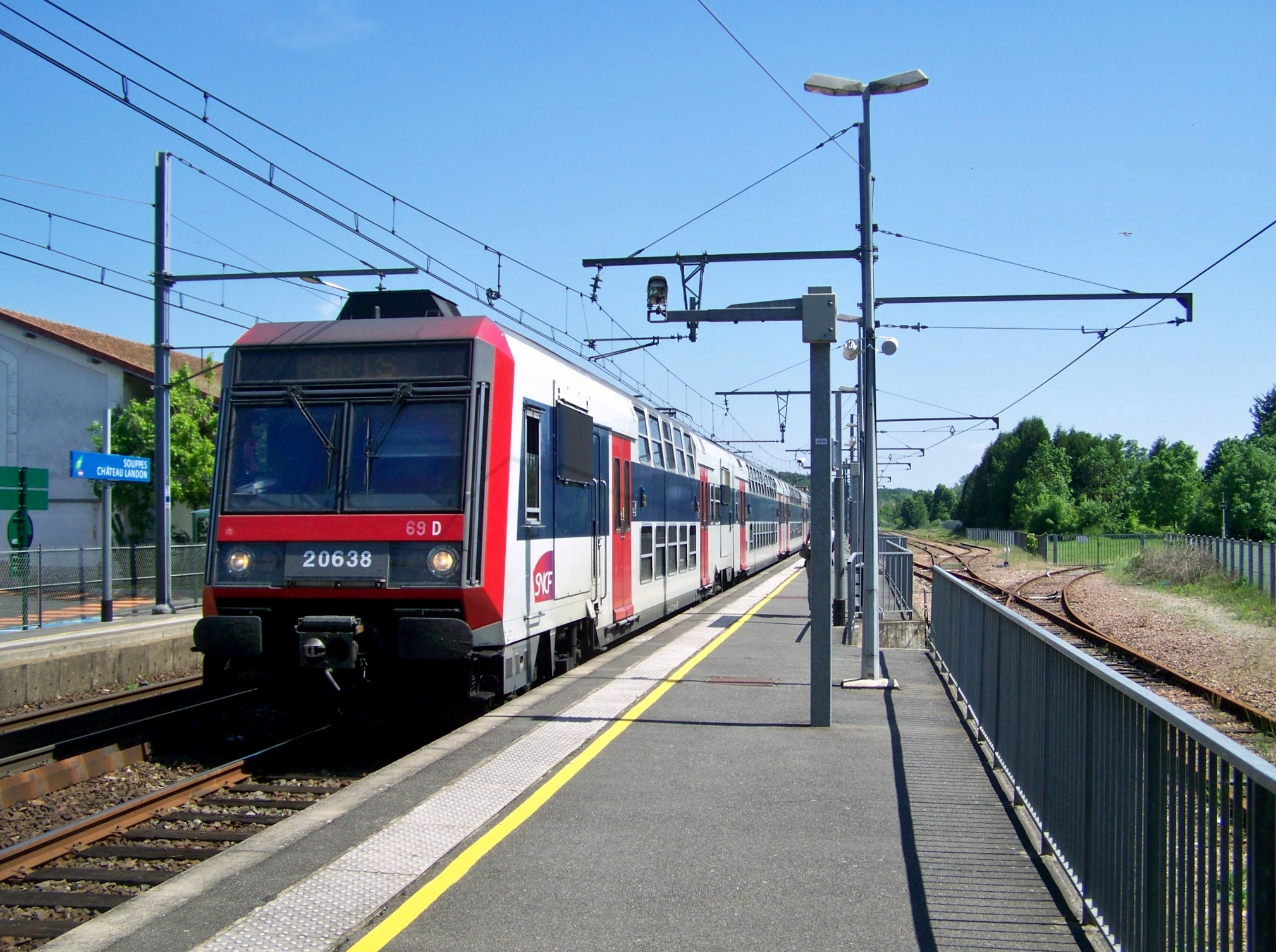
Rame de type Z 20500, à destination de Paris.

### Intermodalité
La gare est desservie par les lignes 3510, 3513, 3518, 3519 et 3537 du réseau de bus Vallée du Loing - Nemours.
Un parking payant, dispose de : six places pour les deux roues motorisés et 324 places pour les voitures.

## Patrimoine ferroviaire
La gare a conservé plusieurs de ses bâtiments d'origine : le bâtiment voyageurs, la halle à marchandises et à l'embranchement des voies de service, la maison du garde barrière de l'ancien passage à niveau remplacé par un passage sous voies routier.